# Commiphora mossambicensis
Commiphora mossambicensis là một loài thực vật có hoa trong họ Burseraceae. Loài này được (Oliv.) Engl. mô tả khoa học đầu tiên năm 1883.